# Muskö (tätort)
Muskö är en tätort i Haninge kommun och kyrkbyn i Muskö socken, belägen på ön Muskö i Stockholms skärgård i Haninge kommun, Stockholms län. Tätorten utgör en väl avgränsad bebyggelse mitt på huvudön öster och norr om Muskö kyrka. Här ligger förutom kyrkan även prästgården, Muskö skola med skolhus från 1925 (senare tillbyggt) och Muskö hembygdsgård.

## Allmänt
Vägen från fastlandet till ön Muskö går under Östersjöns Mälbyfjärden genom den knappt tre kilometer långa Muskötunneln som invigdes 1964. Muskö trafikeras av Storstockholms Lokaltrafik, SL. Redan innan tunneln byggts fanns det busstrafik på ön, vars vägnät vid den tiden var tämligen enkelt. I norr ligger Trafikverkets Mickrums brygga med sjökrog, pizzeria och badplats men ingen reguljär båtförbindelse. På ön finns ytterligare en tätort, Hoppet, belägen på öns nordöstra del.

## Befolkningsutveckling
| Befolkningsutvecklingen i Muskö 1990–2020 | Befolkningsutvecklingen i Muskö 1990–2020 | Befolkningsutvecklingen i Muskö 1990–2020 | Befolkningsutvecklingen i Muskö 1990–2020 | Befolkningsutvecklingen i Muskö 1990–2020 |
| ----------------------------------------- | ----------------------------------------- | ----------------------------------------- | ----------------------------------------- | ----------------------------------------- |
|                                           |                                           |                                           |                                           |                                           |
| År                                        |                                           |                                           | Folkmängd                                 | Areal (ha)                                |
| 1990                                      | 1990                                      |                                           | 234                                       | 26                                        |
| 1995                                      | 1995                                      |                                           | 276                                       | 30                                        |
| 2000                                      | 2000                                      |                                           | 264                                       | 30                                        |
| 2005                                      | 2005                                      |                                           | 287                                       | 30                                        |
| 2010                                      | 2010                                      |                                           | 261                                       | 30                                        |
| 2015                                      | 2015                                      |                                           | 271                                       | 65                                        |
| 2020                                      | 2020                                      |                                           | 258                                       | 67                                        |
| Anm.: Ny tätort 1990                      |                                           |                                           |                                           |                                           |

## Bilder

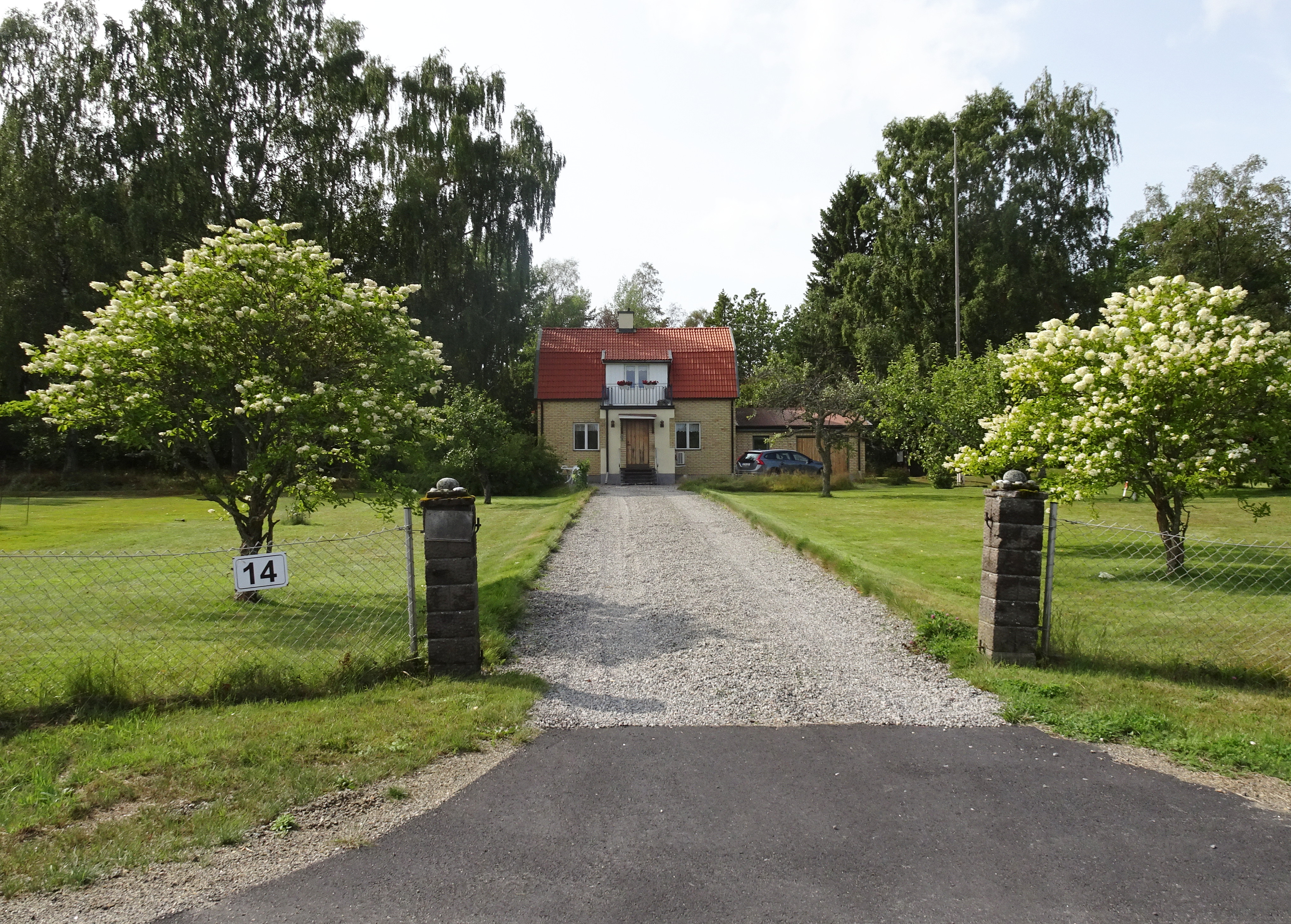
Bebyggelse vid Algatan
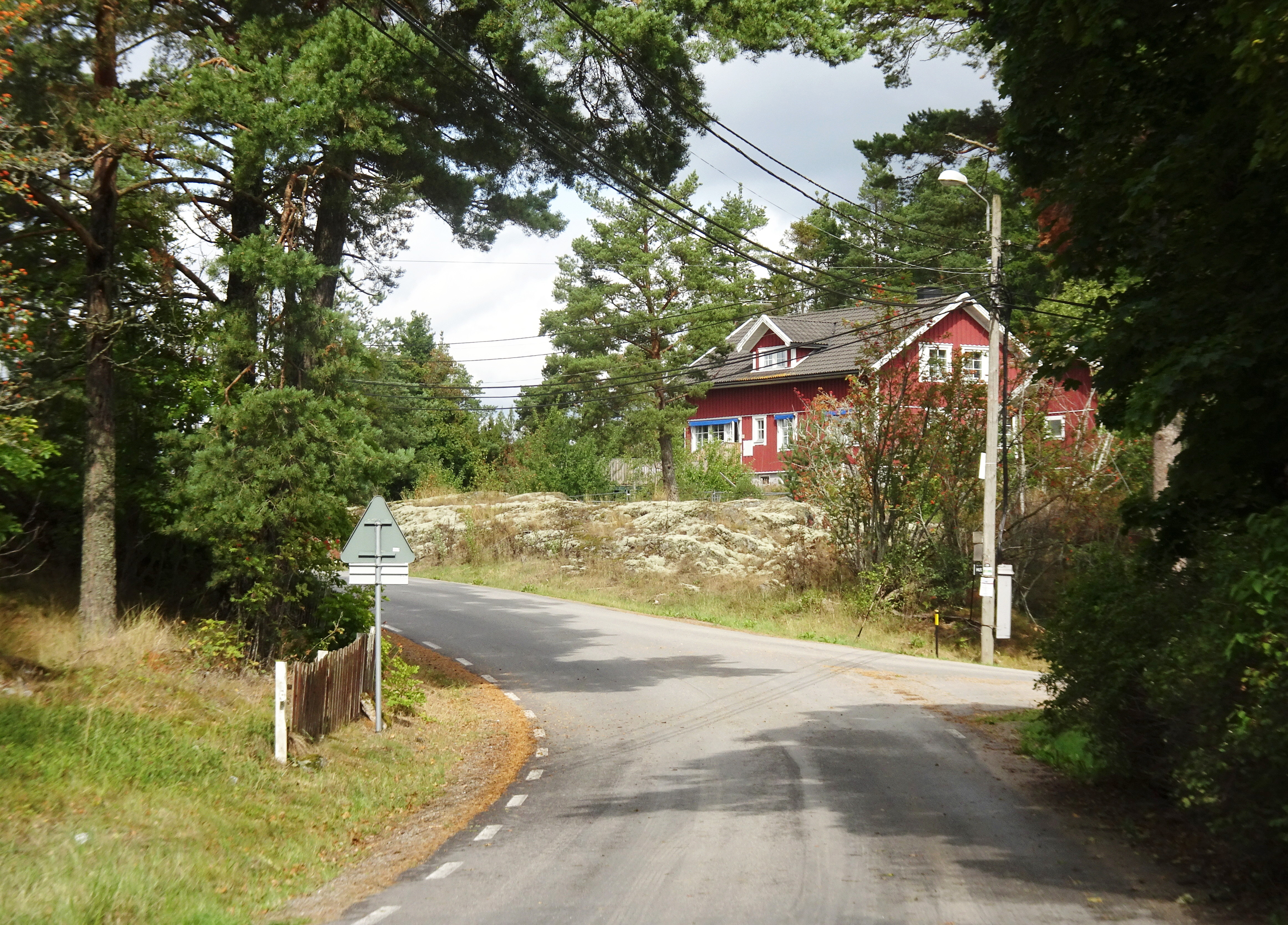
Algatan går genom orten
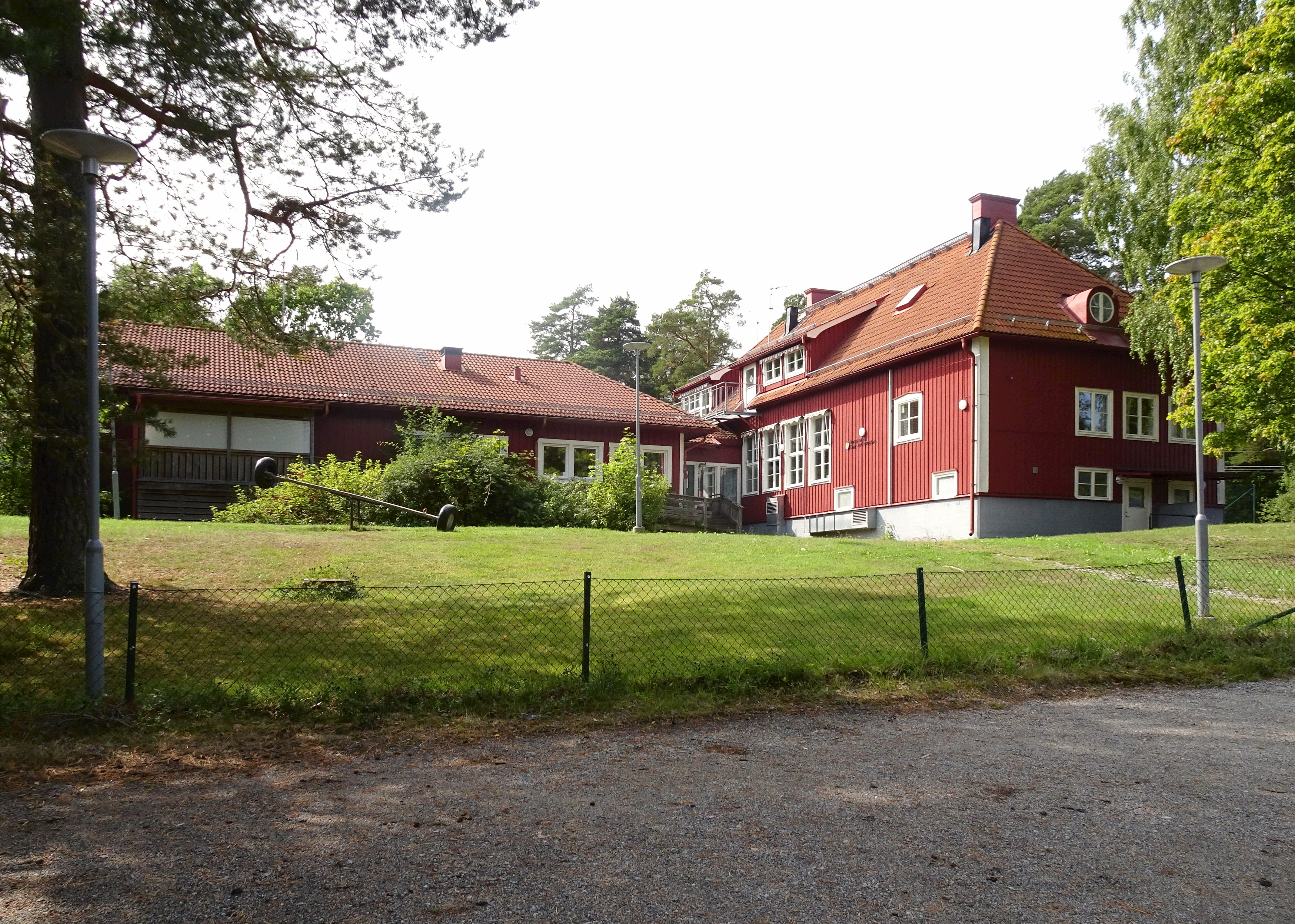
Muskö skola